# الفلسفة السياسية عند الفارابي
الفلسفة السياسية عند الفارابي هو كتاب فكري للكاتب المغربي عبد السلام بنعبد العالي نشر أول مرة سنة 1981 عن دار الطليعة للطباعة والنشر، وبعدها طبع سنة 1986 عن دار الطليعة أيضا. وطبع أيضا سنة 1997. قال عنه ناشر الكتاب من دار الطليعة: يرمي الكتاب لا إلى إثبات مدى وفاء المعلم الثاني أو مناقضته لنص "الجمهورية" تلك النظرة الخاطئة التي اعتمدت حتى الآن من قبل أكثرية المستشرقين مع فلاسفة الإسلام- بل يعني بنوع خاص في تلمس الواقع السياسي الاجتماعي الديني الثقافي أي، بكلمة، تلك الإشكالية الفكرية العامة التي أملتها الظروف التاريخية للقرن الرابع الهجري وعلاقة تلك الإشكالية بالواقع الحضاري العام الذي نشأت في كنفه. هذا الكتاب يبرز المكانة المحورية للفكر السياسي داخل الفلسفة الفارابية. لا بل يخطو خطوة جريئة إلى الأمام نحو إثبات المرمى السياسي لا الديني للمشروع الفلسفي عند الفارابي.   

## نبذة
يتناول كتاب الفلسفة السياسية عند الفارابي لعبد السلام بنعبد العالي تحليلًا معمّقًا لفكر الفارابي السياسي، مركزًا على مفاهيمه حول المدينة الفاضلة، والعلم المدني، والفيض. يسعى المؤلف إلى إبراز الطابع الفلسفي الأصيل لمشروع الفارابي، بعيدًا عن اعتباره مجرد شارح لأرسطو. ويعيد تأويل تراث الفارابي في ضوء أسئلة العقل والحداثة.

## دوافع الاهتمام بالفارابي
كان دافع بنعبد العالي إلى دراسة الفارابي نابعًا من رغبته في تحرير الفكر الفلسفي الإسلامي من قيد القراءات التقليدية، وإعادة قراءته بمنهجية حديثة تستلهم من الفكر المعاصر أدوات التفكيك والتأويل.
فقد رأى أن الفلسفة الإسلامية، كما تجلّت عند الفارابي، لم تُقرأ إلا من داخل منطق التراث، مما جعلها حبيسة التأريخ المدرسي، بينما الحاجة اليوم هي إلى مساءلة هذا التراث من داخل الفكر الفلسفي المعاصر، بما يسمح بإبراز حداثته الكامنة وتوتره مع الموروث، حيث انطلق في دراسته للفارابي من رغبة في زحزحة الفلسفة الإسلامية عن مقارباتها التقليدية، وتحليلها من زاوية الأسئلة الفلسفية الحديثة، خاصة تلك التي تتعلق بالسياسة.

## منهج الكتاب
يعتمد كتاب الفلسفة السياسية عند الفارابي لعبد السلام بنعبد العالي على منهج تأويلي حديث، يتجاوز القراءة المدرسية التقليدية التي تحصر الفارابي في إطار الشارح أو المقلد للفلسفة اليونانية. يسعى المؤلف إلى إعادة بناء فكر الفارابي ضمن مشروع فلسفي مستقل، من خلال تفكيك مفاهيمه السياسية والميتافيزيقية وربطها بقضايا الحداثة، كالعقلانية والمجتمع المدني والسلطة. ويُركّز المنهج على استنطاق النصوص وتأويل بنيتها المعرفية والأخلاقية، ما يسمح بإبراز راهنية فكر الفارابي في النقاش الفلسفي المعاصر. " واضح أن بنعبد العالي لم يرد لبحثه أن يكون مجرد تنقيب عن أصول أفلاطونية لمفاهيم الفارابي وفلسفتع. فهو مسكون بهاجس البحث عن فرادة تلك الفلسفة وجدتهاوتجليات الإبداع فيها، ويمكن القول إن الهدف الأهم لكتاب بنعبد العالي هو استلال صورة الفارابي من براثن النمطية التي رسخت في أذهان الباحثين في الفلسفة الإسلامية"

## اقتباس
”يجوز للواحد منهم أن يغيّر شريعة قد شرّعها هو في وقت، إذ رأى الأصلح تغييرها في وقت آخر، كذلك الغابر الذي يخلف الماضي، لأنّ الماضي نفسه لو كان مشهدا للحال لغُيّر ص 80-81

إذا كانت الفلسفة بمعناها النظريّ عند الفارابي تتنكّر إلى حركة التاريخ فتجمدّها وتوقفها عند أفلاطون وأرسطو كما تصوّر بعض الباحثين. فإنّ الفلسفة العمليّة (والعلم المدنيّ جزء منها) لا تركن إلى هذا الجمود لأنّ الفيلسوف مطالب بمراعاة الأحوال وتقدير الأفعال وفق حال أو عارض وحسب المدينة التي يسوسها.